# Vitis longquanensis
Vitis longquanensis (кит.: 龙泉葡萄) — вид рослин з роду Виноград (Vitis). Ендемік для Китаю (провінції: Фуцзянь, Чжецзян, Цзянсі). Зростає у лісах, чагарниках, долинах й на узбіччях доріг, на висоті від 700 до 1300 метрів над рівнем моря.

## Ботанічний опис
Гілки вальцясті, з поздовжніми гребенями. Черешок від 2 до 5,5 см завдовжки. Листкова пластинка овальна, трикутно-яйцеподібна або трикутно-ланцетна, від 4 до 12 см завдовжки та від 4 до 10 см завширшки. Волотя листя супротивне, пухке. Квітконіжка гола, розміром від 1 до 4 мм. Ягода куляста, 5-6 мм у діаметрі. Насіння оберненояйцеподібне, вузол заокруглений, черевні отвори вузькі та довгасті. Плодоносить з липня по вересень.